# Lalla Badi
Lalla Badi (en tifinagh touareg : ǁ𐤟ǁǁ𐤟 ⴱ𐤟ⴷⵢ, en arabe : لالة بدي), de son nom de naissance Lalla Badi wallet Salem (en touareg : ǁ𐤟ǁǁ𐤟 ⴱ𐤟ⴷⵢ ፡𐤟ǁǁⵜ ⵙ𐤟ǁⵎ, en arabe : لالة بدي بنت سليم Lalla Badi bent Selim) est une chanteuse d'origine touarègue de  musique berbère touarègue et joueuse de tendé (tindé, tindi),  née à In Guezzam en 1937 et morte le 21 avril 2025 à Tizi Ouzou, à l'âge de 88 ans.
Lalla Badi fut considérée comme une doyenne et ambassadrice du tindé, instrument touareg traditionnel, et la pionnière du genre musical tindi guitare.
Elle a notamment été surnommée par les médias diva de la chanson targuie, diva du tindé, pasionara du Sahara ou encore rossignol du pays touareg.

## Biographie
Lalla Badi a commencé à jouer de la musique targuie à l'âge de 10 ans avec sa mère. Réfugiée, Lalla Badi a trouvé refuge dans la ville désertique de Tamenghast (Tamanrasset), dans le sud de l'Algérie, il y a vingt-six ans. Lalla Badi sort son premier album à 80 ans, Badi Lalla, en 2017 sous les éditions Padidou , en neuf pistes entre le tendé traditionnel et le genre plus moderne et contemporain tendé guitare aux chants et rythmes à la fois de la guitare électrique et du tendé traditionnel. En 1990, elle créé  l'association Issakta (souvenirs) et s'entoure d'une quinzaine de personnes, hommes et femmes, afin de se produire dans plusieurs pays . Lalla Badi a appris et collecté des poésies depuis l'âge de 10 ans auprès de sa mère Lansari .

### Mort
Lalla Badi meurt le 21 avril 2025 à Tizi Ouzou.

## Historique
Issue de la grande tribu des Kel Adagh, Lalla Badi est une chanteuse de musique traditionnelle touarègue mais aussi une poète impliquée dans la poésie touarègue féminine  et une femme tashamort, artiste connue et renommée du mouvement des Teshumara ou Tishumaren, le blues touareg ou assuf (assouf). Sa maison à Tahaggart-shumara a attiré de nombreux Ishumar. Elle a chanté aussi bien des chansons traditionnelles que des chansons relatant la vie des Ishumar. Ces chansons ont été enregistrés sur des cassettes et copiées pour ceux non présents lors des enregistrements.
Lalla Badi est engagée et militante dans la sensibilisation des jeunes générations à la cause touarègue, et à la sauvegarde de la culture touarègue et de la pratique du tindé en tant qu'instrument musical traditionnel. Elle a notamment organisé et participé à des évènements et soirées musicales dans tout le monde touareg dans l'Ouest de la Libye, dans le Sud de l'Algérie, au Nord du Mali dans l'Azawad, et au Niger dans l'Azawagh, avec la participation de nombreux guitaristes touaregs. Ses chansons comme celle de nombreux autres chanteurs touaregs chantent entre autres la résistance et la liberté du touareg et l'union d'un peuple touareg divisé en plusieurs pays et prônant la tanakra ou tanekra (soulèvement, révolte) face à la répression et la souffrance subies les Touaregs depuis la création des États post-coloniaux malien, algérien, libyen et nigérien et leurs frontières ayant fracturé les nomades touaregs en divers pays et condamné une partie d'entre eux à l'exil suite aux dictatures étatiques, comme ce fut le cas par exemple sous le régime de Kadhafi ayant poussé de nombreux Berbères touaregs à l'exil.

## Style musical
Lalla Badi joue à la fois de la musique touarègue traditionnelle et le genre musical moderne hybride Tichoumaren (ticumaren ou assuf, le blues touareg, surnommé blues du Ténéré ) avec une touche de rock, dont celui du tindé guitare ou tindi guitare, pour lequel elle est considérée la pionnière voire la créatrice/l'inventrice . Dans ce genre musical qui mixe instruments traditionnels comme le tindé ou l'imzad et modernes tels la guitare électrique, ou la basse, Lalla Badi puise ses inspirations au-delà de l'Ahaggar (Hoggar) et Tamanrasset, chez les Touaregs mais aussi les Peuls du Mali, au Niger et au Burkina Faso où elle a longtemps vécu, brassage ethnique et culturel qui ressort dans certains de ses morceaux .
La voix de Lalla Badi, voix cassée par le poids des années, donne un effet émouvant à ses chansons.

## Discographie
- Album : 
  - Badi Lalla
- Morceaux[1] : 
  - Amidine Ibdou Achir
  - Sabhana Amanay
  - Ited Oulhin Ichiwiden
  - Idi Yani Douhna
  - Tazout Enharet Akeydess Assouf
  - Nek Aqimegh